# 1884
1884 (MDCCCLXXXIV) byl rok, který dle gregoriánského kalendáře započal úterým.

## Události

### Česko
- připojení obce Holešovice-Bubny k městu Praze jako nové pražské čtvrti nazvané Praha VII.
- 31. května – v Brně zahájen provoz parní tramvaje
- 4. listopadu – V Římě založena česká kolej Bohemica

### Svět
- 22. dubna – Založena kolonie Německá jihozápadní Afrika
- 5. července – Založena německá kolonie Togoland
- 14. července – Založena německá kolonie Kamerun
- říjen – Na mezinárodní konferenci ve Washingtonu byl stanoven základní poledník procházející Královskou observatoří v Greenwichi v Anglii.
- 2. listopadu – Temešvár se po New Yorku stal druhým městem s elektricky osvětlenými ulicemi.
- Do Koreje přišli první křesťanští misionáři.

### Probíhající události
- 1879–1884 – Druhá tichomořská válka
- 1881–1899 – Mahdího povstání
- 1884–1885 – Čínsko-francouzská válka

## Vědy a umění
- 19. ledna – světová premiéra opery Manon v Paříži
- Lester Allan Pelton zkonstruoval rychloběžnou vodní turbínu
- Paul Nipkow vynalezl mechanický rozklad obrazu. Před fotočlánkem se otáčel kotouč s otvory, které tvořily spirálu. Takto pracovala většina systémů mechanické televize.

## Knihy
- Edwin Abbott Abbott – Plochozemě: román mnoha rozměrů
- Jakub Arbes – Zázračná madona
- Joris Karl Huysmans – Naruby
- Alois Jirásek – Psohlavci
- André Laurie – Dědic Robinsonův
- Henryk Sienkiewicz – Ohněm a mečem
- Anselm Schott – Schottův misál
- Mark Twain – Dobrodružství Huckleberryho Finna
- Jules Verne – Archipel v plamenech
- Jules Verne – Fffff...plesk!
- Jules Verne – Hvězda jihu
- Poutník vypráví o své cestě k Bohu
- Svatopluk Čech – Hanuman

## Narození
Automatický abecedně řazený seznam viz Kategorie:Narození v roce 1884

### Česko

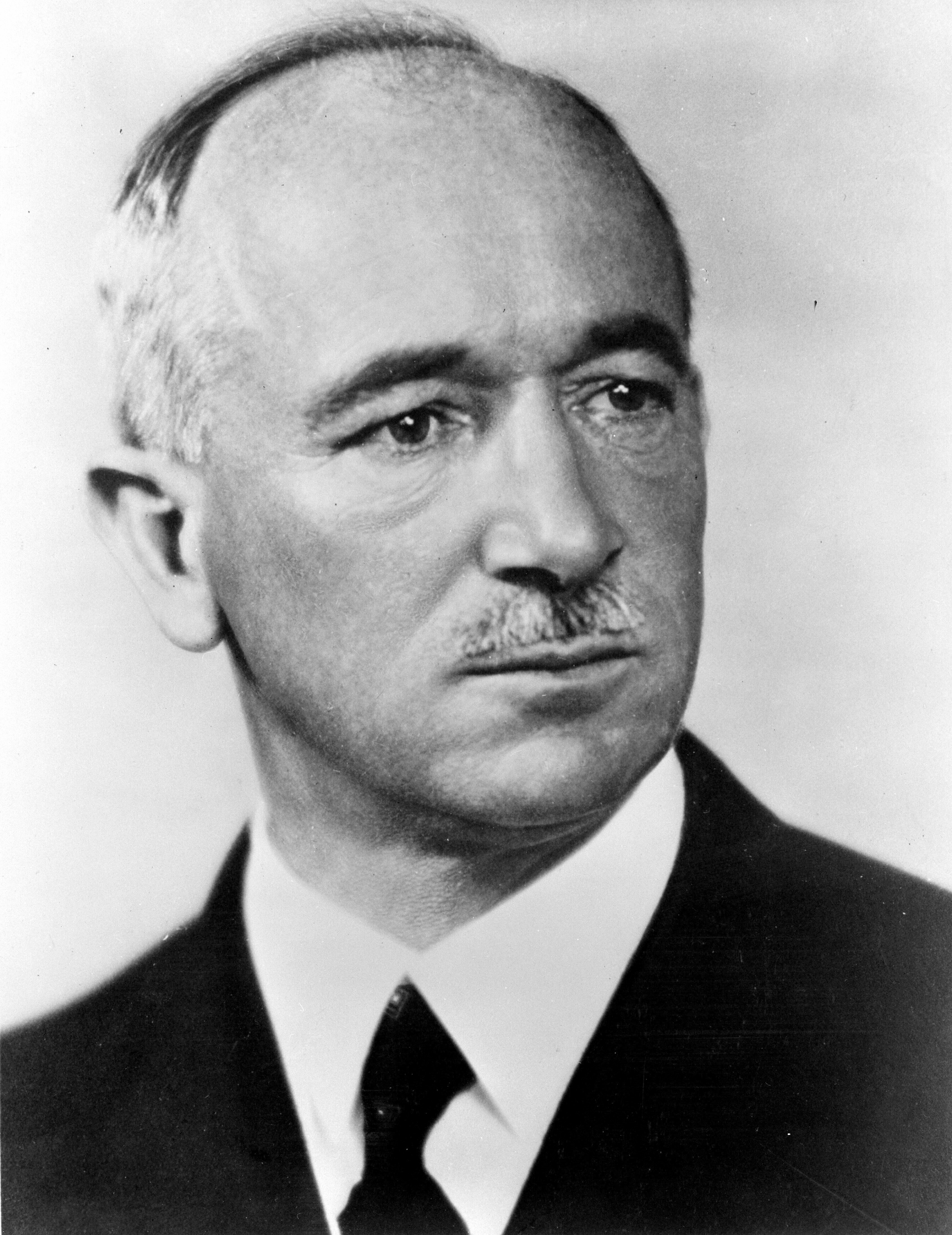
Edvard Beneš (* 28. května; prezident)

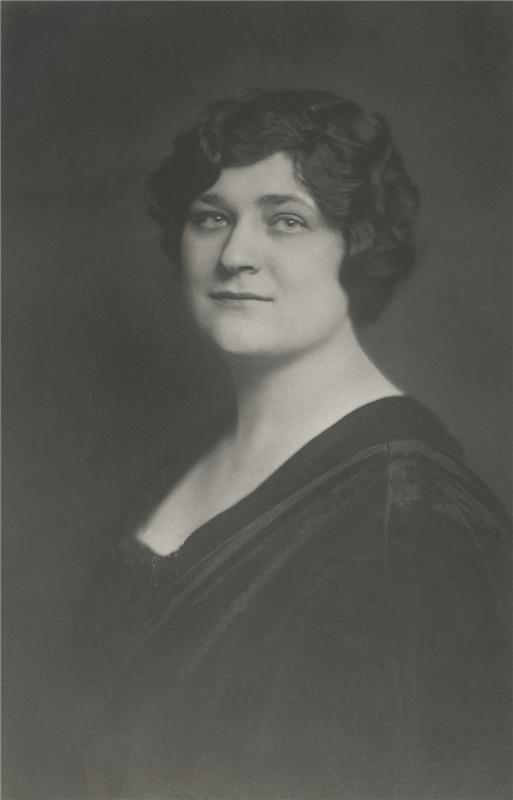
Růžena Nasková (* 28. listopadu; herečka)

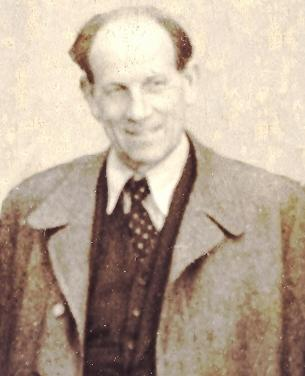
Antonín Zápotocký (* 19. prosince; prezident)

- 03. ledna – Rudolf Koppitz, rakouský fotograf českého původu († 8. července 1936)
- 05. ledna – Lucie Klímová, malířka a zpěvačka († 6. října 1961)
- 06. ledna
  - Josef Ryšavý, profesor geodezie a rektor na ČVUT († 4. ledna 1967)
  - Vojtěch Sucharda, sochař, řezbář a loutkář († 31. října 1968)
  - Vilém Kreibich, malíř († 27. listopadu 1955)
- 10. ledna – Karl Breu, iluzionista († 17. října 1953)
- 15. ledna – Jaroslav Stránský, politik, novinář a právník († 13. srpna 1973)
- 16. ledna – Heinrich Blum, brněnský funkcionalistický architekt († 1942)
- 20. ledna – Karel Marušák, politik a politický vězeň († 25. června 1970)
- 21. ledna – Jan Zázvorka starší, architekt († 27. května 1963)
- 22. ledna – Helena Johnová, sochařka, keramička († 14. února 1962)
- 23. ledna – Linka Procházková, malířka († 21. října 1960)
- 24. ledna – Jan C. Vondrouš, rytec a grafik († 28. června 1970)
- 27. ledna – Julie Šupichová, spisovatelka a esperantistka († 20. prosince 1970)
- 30. ledna – František Smotlacha, mykolog a zakladatel českého vysokoškolského sportu († 18. června 1956)
- 03. února – Blažej Ráček, katolický kněz a církevní [[historik († 26. listopadu 1980)
- 06. února – Vlastislav Hofman, architekt, urbanista a malíř († 28. srpna 1964)
- 11. února – Valentin Skurský, politik, poslanec a starosta Znojma († ?)
- 17. února
  - Karl Friedrich Kühn, architekt a historik umění († 8. května 1945)
  - Josef David, legionář, politik, místopředseda vlády († 21. dubna 1968)
- 02. března – Ivan Dérer, politik, ministr několika vlád († 10. března 1973)
- 06. března – Bedřich Feigl, malíř, grafik a ilustrátor († 17. prosince 1965)
- 08. března – Antonín Trýb, lékař, básník a spisovatel († 4. září 1960)
- 11. března – Alexandr Podaševský, dirigent a skladatel ruského původu († 28. června 1955)
- 14. března – Karel Dostal, divadelní režisér a herec († 1. března 1966)
- 15. března
  - Alfred Maria Jelínek, právník, hudební skladatel a sbormistr († 24. září 1932)
  - Oldřich Starý, architekt, rektor ČVUT († 3. ledna 1971)
  - Rudolf Piskáček, hudební skladatel († 24. prosince 1940)
- 20. března – Fridolín Macháček, plzeňský muzeolog, archivář a historik († 29. března 1954)
- 21. března – Otakar Pertold, indolog, historik náboženství a etnolog († 3. května 1965)
- 25. března – Josef Vašata, dirigent a hudební skladatel († 29. srpna 1942)
- 03. dubna – Jan Bernardin Skácel, kněz, teolog, filozof a publicista († 2. ledna 1959)
- 04. dubna – Jaroslav Mezník, viceprezident Podkarpatské Rusi, moravský zemský prezident]] († 14. listopadu 1941)
- 06. dubna – Alois Reiser, americký violoncellista, dirigent a skladatel českého původu († 4. dubna 1977)
- 09. dubna
  - Milada Gampeová, herečka († 6. května 1956)
  - Josef Chalupník, politik, poslanec a senátor, starosta Moravské Ostravy († 20. prosince 1944)
  - Otakar Vindyš, trojnásobný mistr Evropy v ledním hokeji († 23. prosince 1949)
- 10. dubna – Jaroslav Hněvkovský, malíř a cestovatel, nazývaný „malíř Indie“ († 9. června 1956)
- 16. dubna – Rudolf Veselý, mykolog († 3. listopadu 1966)
- 03. května – František Nábělek, botanik († 10. června 1965)
- 13. května – Oskar Rosenfeld, židovský spisovatel a novinář († srpen 1944)
- 15. května – Otakar Fischer, ministr vnitra Protektorátu Čechy a Morava († 14. července 1968)
- 16. května
  - Karel Vávra, herec a divadelní režisér († 11. dubna 1931)
  - Eduard Kühnl, diplomat a esperantista († 23. května 1966)
  - Jan Sadílek, legionář a odbojář († 8. července 1940)
- 18. května – Josef Rosipal, architekt a designér († 31. srpna 1914)
- 27. května – Max Brod, pražský německy píšící spisovatel, překladatel a skladatel († 20. prosince 1968)
- 28. května
  - Edvard Beneš, druhý československý prezident († 3. září 1948)
  - Prokop Maxa, legionář, politik a diplomat († 9. února 1961)
- 30. května – Milada Špálová, malířka († 1. prosince 1963)
- 02. června – František Xaver Naske, malíř, dekoratér a ilustrátor († 22. srpna 1959)
- 05. června – Ralph Benatzky, česko-rakouský operetní skladatel († 17. října 1957)
- 08. června – Ladislav Prokeš, šachový mistr († 9. ledna 1966)
- 10. června – Florian Zapletal, historik umění, novinář a voják († 16. října 1969)
- 11. června – Antonín Dolenský, bibliograf, historik umění a publicista († 20. prosince 1956)
- 13. června – Petr Zenkl, primátor Prahy, ministr, předseda Rady svobodného Československa († 3. listopadu 1975)
- 19. června – Miloš Kössler, matematik († 8. února 1961)
- 06. července – Jindřich Urbánek, lékař a politik († 13. srpna 1964)
- 07. července – Jiří Myron, herec a režisér († 25. ledna 1954)
- 08. července – Josef Gruss, sportovec, lékař, sportovní funkcionář a organizátor († 28. května 1968)
- 10. července – František Bednář, evangelický teolog a historik († 11. července 1963)
- 13. července – Jindřich Svoboda, matematik, astronom a rektor ČVUT († 15. května 1941)
- 02. srpna – Josef Ježek, ministr vnitra v protektorátní vládě Aloise Eliáše († 10. května 1969)
- 20. srpna – Alois Tylínek, kněz, politik, papežský komoří († 27. srpna 1965)
- 21. srpna – Bohumil Kubišta, malíř, grafik a výtvarný teoretik († 27. listopadu 1918)
- 30. srpna – Josef Vašica, teolog, filolog, biblista, literární historik († 11. dubna 1968)
- 04. září – Bedřich Horák, ministr práce a sociálních věcí Československa († ?)
- 05. září – Emil Edgar, architekt († 30. ledna 1963)
- 12. září – Miloslav Jeník, fotbalista a operní zpěvák († 30. října 1944)
- 18. září – Jaroslav Rošický, voják a odbojář († 26. června 1942)
- 23. září – Josef Váchal, malíř, grafik, ilustrátor, sochař, spisovatel a básník († 10. května 1969)
- 06. října – Felix Weltsch, česko-izraelský, německy i hebrejsky píšící novinář, spisovatel, filozof († 9. listopadu 1964)
- 09. října – Jára Sedláček, herec a režisér († 26. února 1929)
- 12. října – Josef Křovák, geodet († 3. září 1951)
- 06. listopadu – Richard Weiner, spisovatel († 3. ledna 1937)
- 15. listopadu – Božena Dapeciová, překladatelka a pedagožka († 19. března 1959)
- 20. listopadu
  - Josef Rozsíval, herec († 15. srpna 1941)
  - Milan Babuška, architekt († 17. října 1953)
- 23. listopadu – Václav Šidlík, sochař, člen Československých legií v Rusku, generál († 17. května 1952)
- 24. listopadu – Miloš Čeleda, hudební skladatel († 12. června 1958)
- 28. listopadu – Růžena Nasková, herečka († 17. června 1960)
- 03. prosince
  - Marie Rýdlová, herečka († 28. října 1971)
  - Josef Bartovský, hudební skladatel († 19. listopadu 1964)
- 04. prosince
  - Petr Křička, básník, autor literatury pro děti a překladatel († 25. července 1949)
  - Jiří Horák, slavista, folklorista a diplomat († 14. srpna 1975)
- 05. prosince – Bohuslav Hostinský, matematik a fyzik († 12. dubna 1951)
- 19. prosince – Antonín Zápotocký, odborový předák, předseda vlády, prezident († 13. listopadu 1957)
- 20. prosince – Tomáš Dytrych, politik († 12. května 1951)
- 27. prosince – Jan Košťál, profesor teorie a stavby spalovacích motorů, rektor ČVUT († 13. srpna 1963)
- 28. prosince – Karel Anděl, astronom († 17. března 1947)
- 30. prosince – Otakar Štáfl, malíř († 14. února 1945)

### Svět

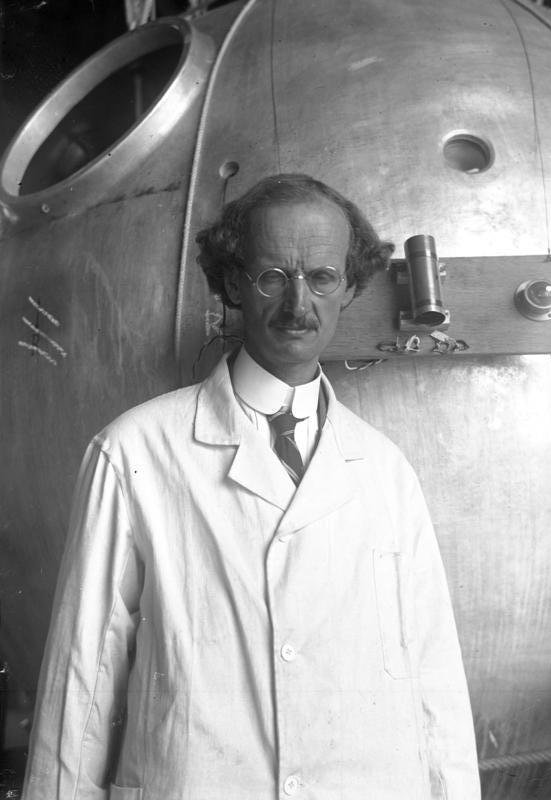
Auguste Piccard (* 28. ledna)

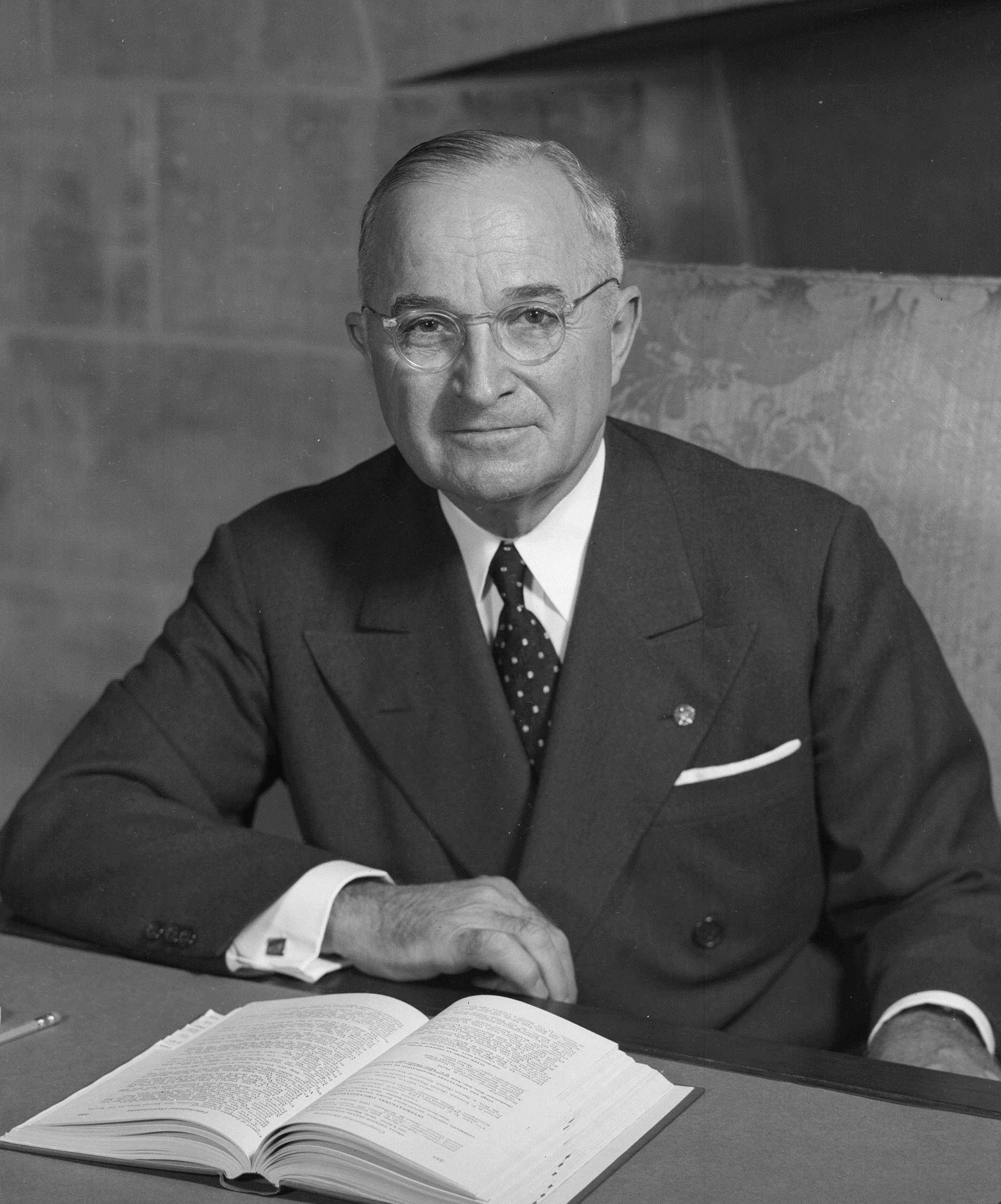
Harry S. Truman (* 8. května)

Édouard Daladier (* 18. června)

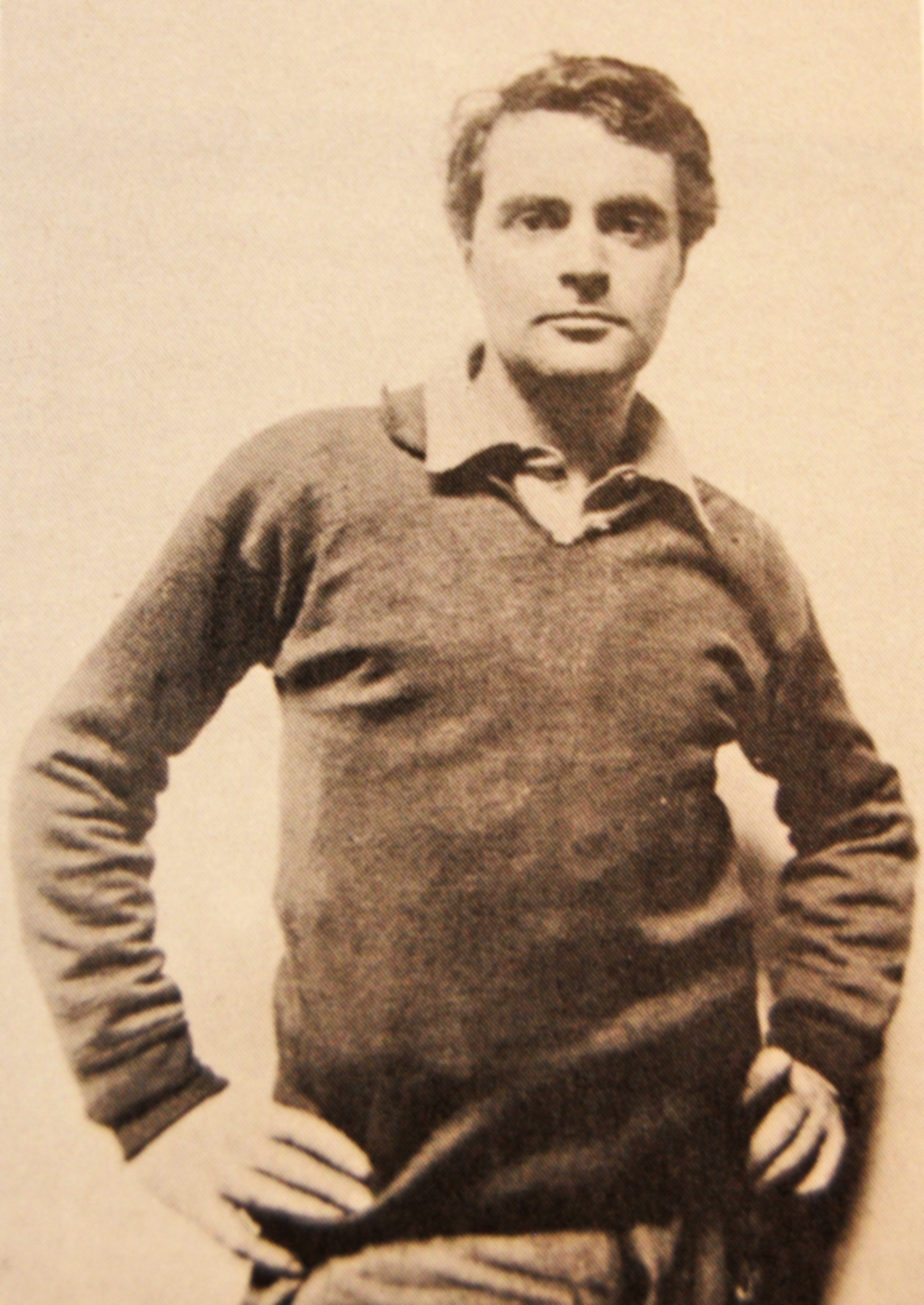
Amedeo Modigliani (* 12. července)

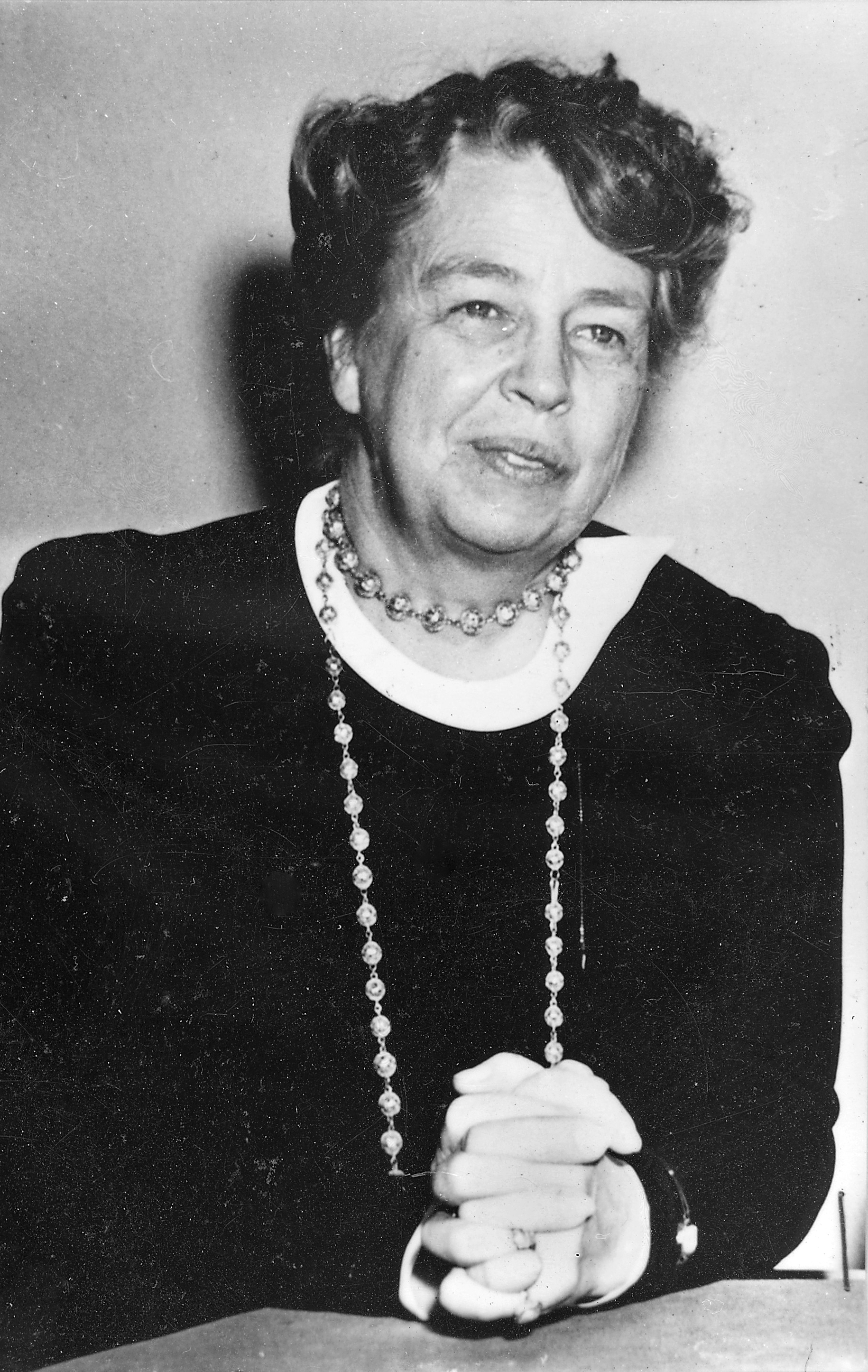
Eleanor Rooseveltová (* 11. října)

- 2. ledna – Ben Cijon Dinur, rabín a izraelský politik († 8. července 1973)
- 16. ledna – Alonzo G. Decker, americký podnikatel, vynálezce a teosof († 18. března 1956)
- 18. ledna – Arthur Ransome, anglický spisovatel († 3. června 1967)
- 21. ledna – Max von Scheubner-Richter, německý diplomat († 9. listopadu 1923)
- 26. ledna – Edward Sapir, americký jazykovědec a antropolog († 4. února 1939)
- 28. ledna – Auguste Piccard, švýcarský fyzik, vynálezce batyskafu († 24. března 1962)
- 31. ledna – Theodor Heuss, první prezident Spolkové republiky Německo († 12. prosince 1963)
- 1. února – Jevgenij Zamjatin, ruský spisovatel († 10. března 1937)
- 9. února – Josep Carner, katalánský básník, novinář a dramatik († 4. června 1970)
- 12. února
  - Max Beckmann, německý malíř, grafik, sochař a spisovatel († 27. prosince 1950)
  - Johan Laidoner, estonský vojevůdce a politik († 13. března 1953)
- 13. února – Alfred Gilbert, americký olympijský vítěz ve skoku o tyči († 24. ledna 1961)
- 14. února – Kostas Varnalis, řecký spisovatel († 16. prosince 1974)
- 16. února – Robert J. Flaherty, americký režisér († 23. července 1951)
- 19. února – Maciej Rataj, polský spisovatel a prozatímní prezident († 21. června 1940)
- 20. února – Constantin Constantinescu, rumunský generál a politický vězeň komunistického režimu († 15. ledna 1961)
- 23. února – Kazimierz Funk, polský vědec, objevitel vitamínu B1 († 19. ledna 1967)
- 15. března – Angelos Sikelianos, řecký básník a dramatik († 9. června 1951)
- 16. března – Alexandr Romanovič Běljajev, ruský spisovatel († 6. ledna 1942)
- 17. března – Nachum Nir, izraelský politik, předseda Knesetu († 10. července 1968)
- 21. března – George David Birkhoff, americký matematik († 12. listopadu 1944)
- 24. března
  - Philipp Frank, rakouský teoretický fyzik, matematik a filozof († 21. července 1966)
  - Peter Debye, nizozemský fyzik a teoretický chemik, Nobelova cena za chemii 1936 († 2. listopadu 1966)
- 31. března – Henri Queuille, francouzský politik, ministerský předseda a několikanásobný ministr († 15. června 1970)
- březen – Nora Barnacleová, milenka, manželka a zdroj inspirace Jamese Joyce († 10. dubna 1951)
- 3. dubna –Andrej Bubnov, bolševický politik († 1. srpna 1938)
- 4. dubna – Isoroku Jamamoto, japonský admirál († 18. dubna 1943)
- 7. dubna – Bronisław Malinowski, polský a britský antropolog, sociolog a etnograf († 16. května 1942)
- 12. dubna – Otto Fritz Meyerhof, německý lékař a biochemik, Nobelova cena 1922 († 6. října 1951)
- 18. dubna
  - Michel Fingesten, německý malí a grafik († 8. října 1943)
  - Ludwig Meidner, německý malíř a básník († 14. května 1966)
- 20. dubna – Oliver Kirk, americký boxer, olympijský vítěz († 14. března 1960)
- 22. dubna – Otto Rank, rakouský psychoanalytik († 31. října 1939)
- 25. dubna – Alfons Genrichovič Ukke-Ugovec, ruský generálmajor († ?)
- 27. dubna – Arthur Wieferich, německý matematik († 15. září 1954)
- 5. května – Carl Osburn, americký sportovní střelec, olympijský vítěz († 28. prosince 1966)
- 8. května – Harry S. Truman, 33. prezident Spojených států amerických († 26. prosince 1972)
- 14. května – Claude Dornier, německý letecký konstruktér († 5. prosince 1969)
- 19. května – Georgij Brusilov, ruský polárník a badatel († ? 1914)
- 23. května – Corrado Gini, italský sociolog a statistik († 13. března 1965)
- 25. května – Clark Leonard Hull, americký psycholog († 10. května 1952)
- 8. června – Leo Birinski, dramatik, filmový scenárista a režisér židovského původu († 23. října 1951)
- 13. června
  - Burrill Bernard Crohn, americký lékař († 29. července 1983)
  - Anton Drexler, německý politik, předseda nacistické strany NSDAP († 24. března 1942)
  - Gerald Gardner, anglický úředník, antropolog, spisovatel a okultista († 12. února 1964)
  - Étienne Gilson, francouzský filozof († 19. září 1978)
  - Leon Chwistek, polský malíř, filozof, matematik a teoretik umění († 20. srpna 1944)
- 16. června – Alessandro Marchetti, italský průkopník letectví († 5. prosince 1966)
- 18. června – Édouard Daladier, francouzský politik, ministerský předseda a historik († 10. října 1970)
- 20. června – Pierre-Henri Cami, francouzský dramatik a humorista († 3. listopadu 1958)
- 21. června – Claude Auchinleck, britský maršál za druhé světové války († 23. března 1981)
- 22. června – Adolf Záturecký, slovenský právník, místopředseda Ústavního soudu Československa († 12. března 1958)
- 25. června – Daniel-Henry Kahnweiler, německý obchodník s obrazy, vydavatel a spisovatel († 11. ledna 1979)
- 27. června – Gaston Bachelard, francouzský filozof a spisovatel († 16. října 1962)
- 29. června – Pedro Henríquez Ureña, filozof filolog a literární kritik z Dominikánské republiky († 11. května 1946)
- 7. července – Lion Feuchtwanger, německý spisovatel († 21. prosince 1958)
- 8. července – Bernard Parker Haigh, britský inženýr a profesor aplikované mechaniky († 18. ledna 1941)
- 12. července
  - Louis B. Mayer, americký filmový producent († 29. října 1957)
  - Amedeo Modigliani, italský malíř a sochař († 24. ledna 1920)
- 16. července – Alfred Jansa, náčelník štábu rakouské armády († 20. prosince 1963)
- 19. července – Karel Eduard Sasko-Kobursko-Gothajský, poslední sasko-kobursko-gothajský vévoda († 6. března 1954)
- 23. července – Emil Jannings, německý herec († 2. ledna 1950)
- 25. července – Davidson Black, kanadský paleoantropolog († 15. března 1934)
- 29. července – Boris Vladimirovič Asafjev, ruský muzikolog, hudební skladatel a pedagog († 27. ledna 1949)
- 30. července – Georges Duhamel, francouzský spisovatel a myslitel († 13. dubna 1966)
- 2. srpna
  - Rómulo Gallegos, venezuelský spisovatel a politik († 7. dubna 1969)
  - Marg Moll, německá malířka († 15. března 1977)
- 4. srpna
  - Henri Cornet, francouzský cyklista († 18. března 1941)
  - Sigmund Mowinckel, norský teolog († 4. června 1965)
- 16. srpna – Hugo Gernsback, americký spisovatel a editor science fiction († 19. srpna 1967)
- 17. srpna – Vasilij Slesarjev, ruským letecký konstruktér († 1921)
- 20. srpna – Rudolf Bultmann, německý luterský teolog a biblista († 30. července 1976)
- 24. srpna – Earl Derr Biggers, americký spisovatel detektivních románů († 5. dubna 1933)
- 27. srpna
  - Alekhsandre Abašeli, gruzínský spisovatel († 27. září 1954)
  - Vincent Auriol, prezident Francouzské republiky († 1. ledna 1966)
- 28. srpna
  - Sergej Josifovič Karcevskij, ruský lingvista († 7. listopadu 1955)
  - Peter Wust, německý filozof († 3. dubna 1940)
- 30. srpna – Theodor Svedberg, švédský chemik, Nobelova cena za chemii († 25. února 1971)
- 11. září – Germana Toskánská, rakouská arcivévodkyně a toskánská princezna († 3. listopadu 1955)
- 19. září – Constantin von Mitschke-Collande, německý malíř a grafik († 12. dubna 1956)
- 21. září – Dénes Kőnig, maďarský matematik († 19. října 1944)
- 24. září
  - Gustave Garrigou, francouzský cyklista († 28. ledna 1963)
  - İsmet İnönü, druhý turecký prezident († 25. prosince 1973)
  - Hugo Schmeisser, německý konstruktér pěchotních zbraní († 12. září 1953)
- 25. září – Tanzan Išibaši, japonský ministr financí († 25. dubna 1973)
- 26. září – Forrest Smithson, americký olympijský vítěz v běhu na 110 metrů překážek († 24. listopadu 1962)
- 1. října – David Katz, německý psycholog († únor 1953)
- 6. října – Lloyd Spooner, americký sportovní střelec, olympijský vítěz († 20. prosince 1966)
- 7. října – Józef Unrug, polský viceadmirál († 28. února 1973)
- 9. října – Helene Deutschová, americká psychoanalytička († 29. března 1982)
- 11. října
  - Friedrich Bergius, německý chemik, Nobelova cena za chemii († 30. března 1949)
  - Eleanor Rooseveltová, manželka 32. prezidenta USA Franklina D. Roosevelta († 7. listopadu 1962)
- 16. října – Zinovij Peškov, francouzský generál a diplomat ruského původu († 27. listopadu 1966)
- 22. října – Alexandre Mercereau, francouzský symbolistický básník a spisovatel († 1945)
- 25. října – Eivind Berggrav, norský luteránský biskup († 14. ledna 1959)
- 28. října – Dušan Simović, jugoslávský generál a exilový premiér († 26. září 1962)
- 1. listopadu – Annibale Bergonzoli, italský generál za druhé světové války († 31. července 1973)
- 2. listopadu – Leo Perutz, německý spisovatel a dramatik († 25. srpna 1957)
- 4. listopadu
  - Helena Karađorđević, srbská princezna, dcera srbského krále Petra I. († 16. října 1962)
  - Miloš Vančo, ministr spravedlnosti autonomní slovenské vlády († 22. ledna 1970)
- 8. listopadu – Hermann Rorschach, švýcarský psycholog a psychiatr († 1. dubna 1922)
- 10. listopadu – Zofia Nałkowska, polská spisovatelka († 17. prosince 1954)
- 16. listopadu – George Goulding, kanadský olympijský vítěz v chůzi na 10 kilometrů († 31. ledna 1966)
- 24. listopadu
  - Jack Jones, velšský romanopisec a dramatik († 7. května 1970)
  - Jicchak Ben Cvi, prezident Izraele († 23. dubna 1963)
- 1. prosince – Karl Schmidt-Rottluff, německý expresionistický malíř a grafik († 10. srpna 1976)
- 3. prosince – Rádžéndra Prasád, první indický prezident († 26. února 1963)
- 7. prosince – Petru Groza, rumunský prezident († 7. ledna 1958)
- 10. prosince – Albert Steffen, švýcarský spisovatel († 13. července 1963)
- 25. prosince – Evelyn Nesbitová, americká modelka a herečka († 17. ledna 1967)
- 28. prosince – Joseph Pholien, premiér Belgie († 4. ledna 1968)
- 30. prosince – Hideki Tódžó, japonský generál a politik († 23. prosince 1948)
- ? – George W. Ackerman, americký vládní fotograf († 1962)
- ? – Philipp Bauknecht, španělský experionistický malíř († 26. února 1933)
- ? – Naftule Brandwein, klezmerový klarinetista pocházející z Polska († 1963)

## Úmrtí
Automatický abecedně řazený seznam existujících biografií viz Kategorie:Úmrtí v roce 1884

### Česko

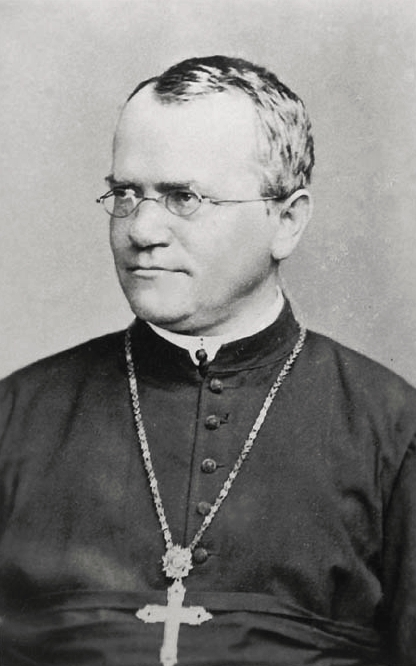
Gregor Mendel († 6. ledna)

- 06. ledna – Gregor Mendel, zakladatel genetiky (* 22. července 1822)
- 01. dubna – Bedřich Hoppe, organizátor školství a politik (* 7. listopadu 1838)
- 26. dubna – Carl Budischowsky, moravský podnikatel (* 24. října 1810)
- 29. dubna – František Bedřich Kott, hudební skladatel, varhaník a zpěvák (* 15. dubna 1808)
- 12. května – Bedřich Smetana, hudební skladatel (* 2. března 1824)
- 03. června – Jan Larisch-Mönnich, šlechtic, podnikatel a politik (* 30. května 1821)
- 20. června – Václav Beneš Třebízský, spisovatel (* 27. února 1849)
- 02. srpna – František Tomáš Bratránek, literární vědec a spisovatel (* 3. listopadu 1815)
- 08. srpna
  - Miroslav Tyrš, historik umění, estetik, profesor dějin na UK, zakladatel Sokola (* 17. září 1832)
  - Josef Mottl, kladenský farář, zastupitel a historik (* 1. dubna 1827)
- 19. srpna – Jakub Bursa, jihočeský lidový umělec, zedník a stavitel (* 21. července 1813)
- 18. září – Saturnin Heller, architekt (* 29. listopadu 1840)
- 27. září – Eduard Claudi, politik německé národnosti (* 26. září 1810)
- 04. října – Filip Stanislav Kodym, lékař, přírodovědec, odborný spisovatel, novinář a politik (* 1. května 1811)
- 22. října – Petr Maixner, malíř (* 27. února 1831)
- 02. listopadu – Karel Slavoj Amerling, pedagog (* 18. září 1807)
- 11. listopadu – František Doucha, spisovatel (* 31. srpna 1810)
- 14. listopadu – Franz Klier, český politik německé národnosti (* 30. listopadu 1819)
- 09. prosince – Franz Jordan, český podnikatel a politik německé národnosti (* 10. listopadu 1828)

### Svět

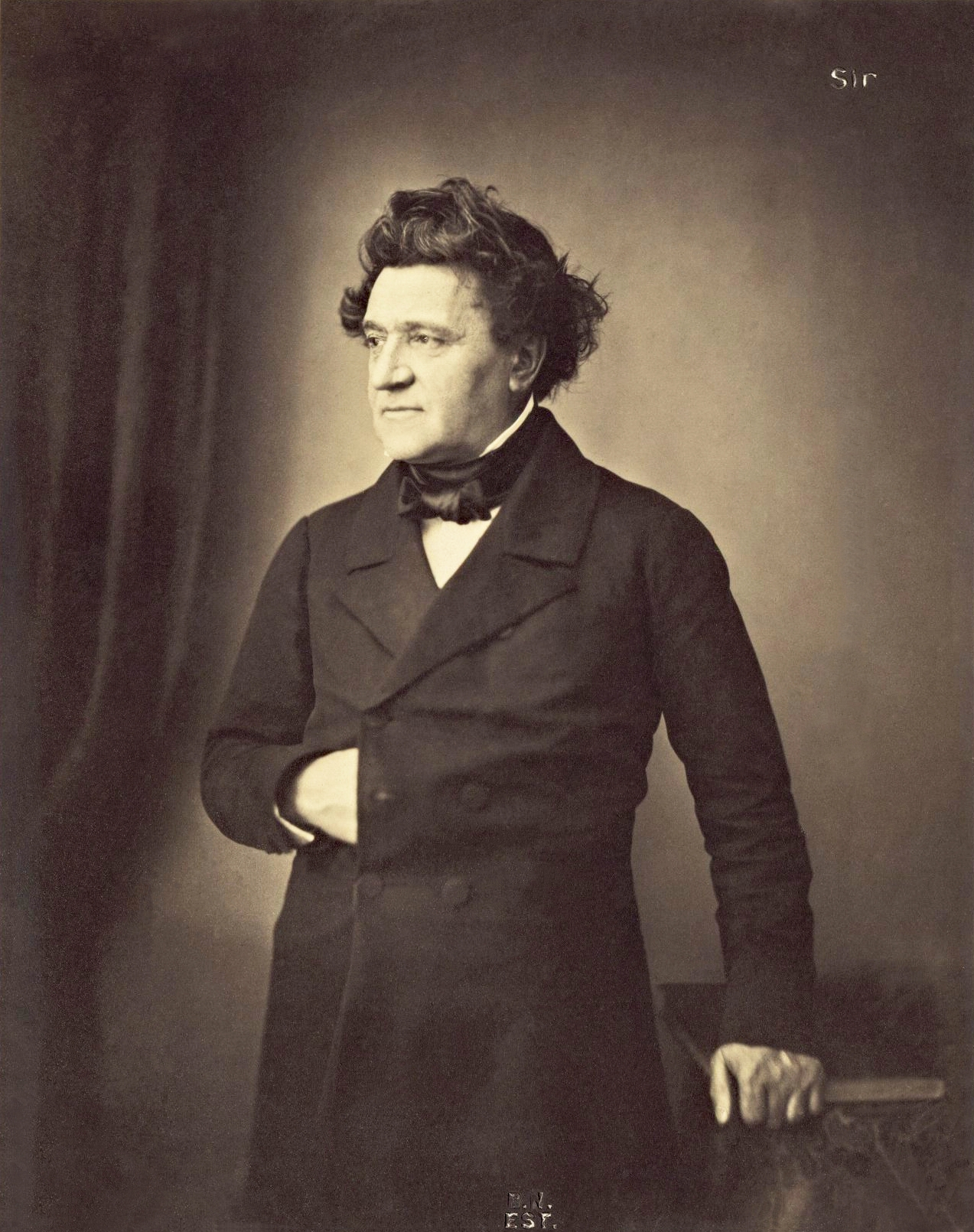
Paul Abadie († 3. srpna)

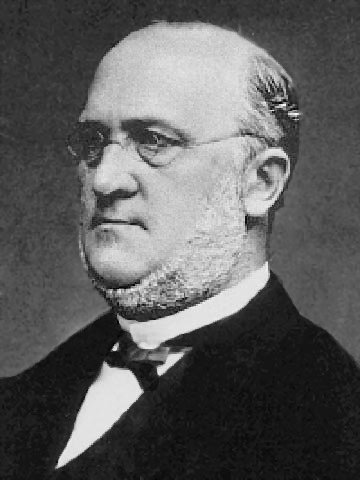
Hermann Kolbe († 25. listopadu)

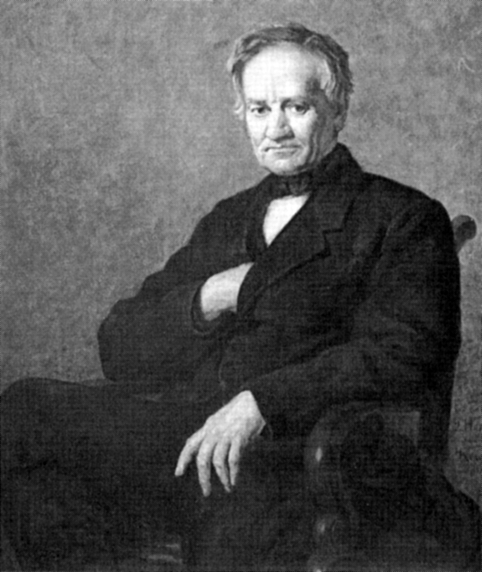
Eduard Rüppell († 10. prosince)

- 2. ledna – Johann Gerhard Oncken, německý baptistický kazatel (* 26. ledna 1800)
- 9. ledna – Daniel Harrwitz, německý šachový mistr (* 29. dubna 1823)
- 17. ledna – Hermann Schlegel, německý zoolog (* 10. června 1804)
- 21. ledna – Auguste Franchomme, francouzský violoncellista a hudební skladatel (* 10. dubna 1808)
- 5. února – Marie Anna Portugalská, portugalská a saská princezna (* 21. července 1843)
- 1. března – Auguste Mestral, francouzský fotograf (* 20. března 1812)
- 10. března – Bernardo Guimarães, brazilský spisovatel (* 15. srpna 1825)
- 19. března – Elias Lönnrot, finský spisovatel (* 9. dubna 1802)
- 27. března – Leopold, vévoda z Albany, syn britské královny Viktorie (* 7. dubna 1853)
- 1. dubna – Anna Ottendorfer, německá filantropka a vydavatelka (* 13. února 1815)
- 11. dubna – Jean-Baptiste Dumas, francouzský chemik a politik (* 15. července 1800)
- 4. května – Marie Anna Savojská, rakouská císařovna (* 19. září 1803)
- 12. května – Charles Adolphe Wurtz, francouzský chemik (* 26. listopadu 1817)
- 31. května – Bethel Henry Strousberg, německý podnikatel (* 20. listopadu 1823)
- 13. června – Jan Arnošt Smoler, lužickosrbský spisovatel (* 3. března 1816)
- 16. června – Thora Hallager, dánská fotografka (* 3. února 1821)
- 21. června – Alexandr Oranžský, nizozemský princ z dynastie Oranje-Nassau (* 25. srpna 1851)
- 5. července – Victor Massé, francouzský hudební skladatel (* 7. března 1822)
- 19. června – Adrian Ludwig Richter, německý malíř (* 28. září 1803)
- 10. července
  - Paul Morphy, americký šachista (* 22. června 1837)
  - Karl Richard Lepsius, zakladatel německé egyptologie (* 23. prosince 1810)
- 30. července – Gustave Le Gray, francouzský fotograf (* 30. srpna 1820)
- 3. srpna – Paul Abadie, francouzský architekt (* 9. listopadu 1812)
- 15. srpna – Ödön Tömösváry, maďarský přírodovědec (* 12. října 1852)
- 21. srpna – Giuseppe De Nittis, italský malíř (* 25. února 1846)
- 26. srpna
  - Antonio García Gutiérrez, španělský romantický dramatik a básník (* 4. října 1813)
  - Fatma Sultan, osmanská princezna a dcera sultána Abdulmecida I. (* 1. listopadu 1840)
- 4. září – Wilhelm Engerth, rakouský stavitel železnic a konstruktér lokomotiv (* 26. května 1814)
- 6. září – Gevheri Kadınefendi, pátá manželka osmanského sultána Abdulazize (* 8. června 1856)
- 20. září – Leopold Fitzinger, rakouský zoolog (* 13. dubna 1802)
- 29. září – Eugène Bourdon, francouzský fyzik (* 8. dubna 1808)
- 3. října – Hans Makart, rakouský malíř (* 28. května 1840)
- 10. října – Jean Becker, německý houslista (* 11. května 1833)
- 15. října – Macusaburó Jokojama, japonský fotograf (* 10. října 1838)
- 18. října – Vilém Brunšvický, vévoda z Braunschweigu (* 25. dubna 1806)
- 30. října – Adolf Kriegs-Au, předlitavský spisovatel, státní úředník a politik (* 13. prosince 1819)
- 11. listopadu – Alfred Brehm, německý zoolog a spisovatel (* 2. února 1829)
- 16. listopadu – František Chvostek starší, rakouský vojenský lékař moravského původu, popsal tzv. Chvostkův příznak (* 21. května 1835)
- 25. listopadu – Adolph Wilhelm Hermann Kolbe, německý chemik (* 27. září 1818)
- 10. prosince – Eduard Rüppell, německý přírodovědec (* 20. listopadu 1794)
- ? – Ambroży Mieroszewski, polský malíř (* 1802)
- ? – William H. Mumler, americký podvodník se „spirituální fotografií“ (* 1832)
- ? – Kadri Paša, osmanský státník, reformátor a velkovezír (* 1832)

## Hlavy států
- České království – František Josef I. (1848–1916)
- Papež – Lev XIII. (1878–1903)
- Království Velké Británie – Viktorie (1837–1901)
- Francie – Jules Grévy (1879–1887)
- Uherské království – František Josef I. (1848–1916)
- Rakouské císařství – František Josef I. (1848–1916)
- Rusko – Alexandr III. (1881–1894)
- Prusko – Vilém I. (1861–1888)
- Dánsko – Kristián IX. (1863–1906)
- Švédsko – Oskar II. (1872–1907)
- Belgie – Leopold II. Belgický (1865–1909)
- Nizozemsko – Vilém III. Nizozemský (1849–1890)
- Řecko – Jiří I. Řecký (1863–1913)
- Španělsko – Alfons XII. (1875–1885)
- Portugalsko – Ludvík I. Portugalský (1861–1889)
- Itálie – Umberto I. (1878–1900)
- Rumunsko – Karel I. Rumunský (1866–1881 kníže, 1881–1914 král)
- Bulharsko – Alexandr I. Bulharský (1879–1886)
- Osmanská říše – Abdulhamid II. (1876–1909)
- USA – Chester A. Arthur (1881–1885)
- Japonsko – Meidži (1867–1912)